# Veerle Ingels
Veerle Ingels (Eeklo, 24 december 1981) is een Belgisch voormalig wielrenster en veldrijdster. 

## Carrière
In 2003 was Ingels derde op het Belgisch kampioenschap wielrennen voor dames elite. Op de wereldkampioenschappen wielrennen 2003 werd ze 36e tijdens de wegwedstrijd.
In 2005 werd ze Belgisch kampioene veldrijden.

## Privéleven
Ze had een tijdlang een relatie met Bart Wellens.